# John Russell (friidrottare)
John Russell, född 4 februari 1932, död 10 april 2025, var en friidrottare från Australien. Han deltog vid olympiska sommarspelen 1956.